# Nj
Nj – dwuznak będący fonetycznym odpowiednikiem polskiego "ń". Występuje we wszystkich językach południowosłowiańskich, do których zapisu używa się alfabetu łacińskiego.